# Estéron
L'Estéron est une rivière française située dans les départements des Alpes-de-Haute-Provence et des Alpes-Maritimes, en région Provence-Alpes-Côte d'Azur.
C'est le troisième plus important affluent du Var après la Tinée et la Vésubie, le plus important en rive droite.
Long de 62 km (120 km avec ses affluents), sa source est située à 1 600 mètres d’altitude sous le mont Teillon (qui culmine à 1 893 m). Il forme d'abord un « torrent méditerranéen » alimenté par divers affluents qui ont creusé une vallée parfois très encaissée puis il s'élargit. Son cours est globalement orienté de l'ouest vers l'est (hormis sur la section de la Clue de Saint-Auban, qui est orientée nord-sud).
Les eaux sont souvent claires, plutôt fraîches et bien oxygénées, plutôt minéralisées. Selon la partie du cours d'eau elles sont de qualité moyenne (classée 2 à l’aval de Saint-Auban et à l’aval de Roquestéron) à bonne (classée 1B sur le reste de son cours) alors qu’on pourrait s’attendre à une très bonne qualité dans une rivière aussi peu aménagée et dont les affluents sont restés très sauvages. En tête de bassin, les affluents de l’Estéron érodent le substrat marneux et apportent une quantité significative de matériaux en suspension, qui se déposent ou concrétionnent sur le fond (hormis dans les clues où le courant est trop important).
Parmi les curiosités et phénomènes érosifs observables dans la vallée de l'Estéron, outre les Clues figurent la cascade du Végay, les Cinq Baumes, la grotte Saint-Martin, le mont Auvière (qui domine l'est de l'Estéron à 964 m).

## Histoire
Si la présence de l'homme est attestée dès le Paléolithique sur les bords du Var (Carros), elle l'est pour la vallée du Néolithique à l'age du fer : outils de pierre polie à Sigale, objets de bronze à Roquestéron, oppidum laténien à Gilette, onomastique pré-latine (Sigale, Cuébris, Bézaudun, etc.). Parmi les peuplades ligures ou celto-ligures mentionnées sur le Trophée des Alpes et voisines des Eguituri, les Suetri, « atroces et bandits » selon Florus, peuvent avoir peuplé la haute-vallée, et les Velauni à Aiglun et Sigale, voire aux anciens lieux-dits de Roquestéron Velaclé et Velostine (et des Gallitae à Gilette), jusqu'au Var. Mais la situation géographique de ces peuples demeure hypothétique. G. Barruol place dans la vallée sans certitude Eguituri ou Velauni, les Suetrii étant plus à l'ouest ; J.E. Dugand et André Compan y voient aussi les Velauni,.
Velauni, ou Eguituri, cette peuplade est en tout cas délimitée à la vallée, avec à l'est les Suetri et la « Civitas de Brigomagus », au sud les Nerusii (Vence) et au nord les Veaminii. Elle mérite, sans doute plus que les tribus de l'Est du Var, l'appellation de celto-ligure, si l'on se fonde sur certains toponymes celtisés (outre le nom même des « Vellaves », bien qu'il n'y ait peut-être aucun rapport entre les Vellaves du Velay et les Velauni des Alpes-Maritimes) : Brigomagus/Briançonnet, Gallitae à Gilette, Besaldunum/Bezaudun, Aigledunum/aiglun, peut-être aussi Sigale et Cobrio/Cuébris. Ils ont établi des fortifications sur les points de passage stratégiques (castellaras à trois murs d'enceintes de la Cime de la Cacia à Sigale, enceintes pastorales ou postes d'observations à Sallagriffon, Revest-les-Roches, Toudon, peut-être aussi à Cuébris et au Peïroulet de Roquestéron) le long d'une voie de communication où plus tard semble avoir été créée une voie romaine allant de Vence à Castellane, via Roquestéron.
La majeure part des villages de la vallée témoigne de la présence gallo-romaine, affiliés au haut Moyen-Âge à l’évêché de Glandèves.
L'Estéron a été choisi en 1760 comme frontière entre le Royaume de France et le comté de Nice (Royaume de Piémont-Sardaigne), entre Aiglun et Le Broc, par le traité de Turin. Ses articles VIII et IX établissent, entre autres, l'Estéron comme limite entre les deux royaumes. Par l'article X, le comté de Nice obtient neuf communautés, contre sept à la Provence. L'article XI exige le démantèlement des fortifications. Un bornage frontalier est mis en place le 4 octobre 1761 ; il comporte 44 bornes dont 31 en pierre hors-sol, 11 gravées sur rochers ou dalles naturels, et 2 sur poteaux de chêne, dont le n° 1 sur le Pont de France à Roquestéron. En 1823, un nouveau bornage instaure 78 bornes. Le rattachement de Nice à la France en 1860 met fin à cette frontière située sur la ligne de partage des eaux. Ironie de l'Histoire, estero signifie en langue italienne « (l')étranger », « extérieur » ; vocables significatifs pour une limite entre deux États.

## Étymologie
Le nom de cette rivière encaissée semble apparenté au latin sterilis ou tribu des Sueltiri, en Provence également, ainsi qu'à l'Estergebirge (en) en Bavière (pré-celtique ester) et à la base * ezter - « gorge » des toponymes basques Ezterenzubi, Ezterengibel (Morvan, Dict. étymol. basque, Internet), Esteribar en Navarre. L'origine onomastique pourrait ainsi être pré-indo-européenne, ou tout au moins pré-latine avec le radical est- que l'on retrouve en oronymie (et parfois hydronymie) dans Estavar (Stavar au IXe siècle), Estos, Estensan et Esterre dans les Pyrénées, ou encore Esteil et Esténos.
Il a été néanmoins remarqué que le nom Estero n'apparaît qu'au XIVe siècle, les mentions antérieures (Staro fluvius,,, pagus Staroni et Roca-Staroni, Roccha de Sterono, Rocca Steronis) usant des radicaux *star- *ster- ; l'étymologie en découlerait donc (TRENTA, 1995) : *stā-/stare - se tenir fermement/hérissé ; *ster - étendre, répandre ; *(s)terə- : puissant, rigide ; *(s)ter- : excréments, eau sale.
Précédemment avaient été proposées des racines fondées sur les peuplades celto-ligures Eguisteros/Éguitures (LAPEYRE, 1971) ou Suetri/Sueltiri (RAYBAUT, s.d.) ; le latin hasta - lance (BOURRIER, 1979) ; le radical est - pierre, rocher (L.A.S. Raoul Blanchard, 1991).

## Géographie

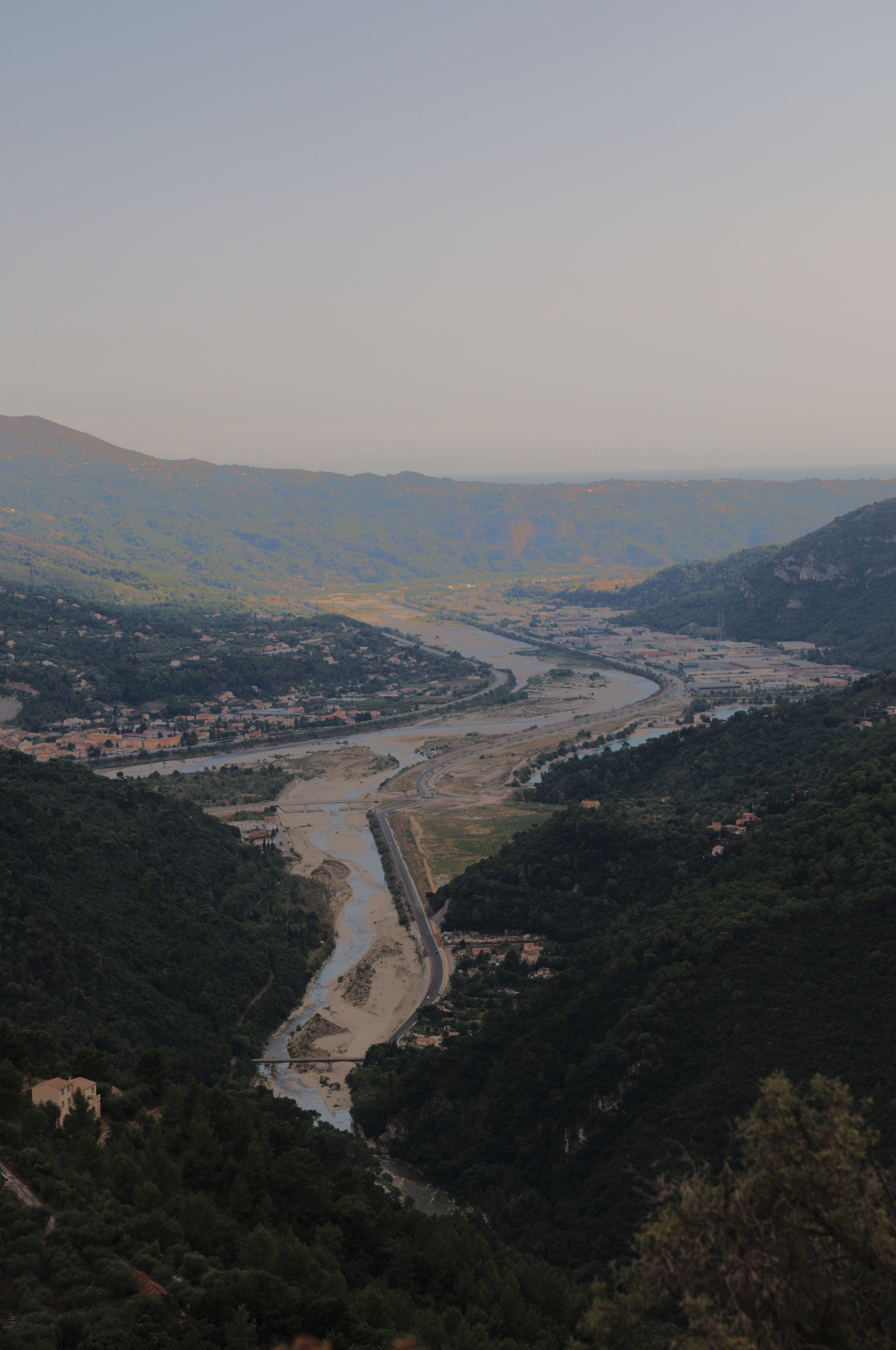
Le confluent de l'Estéron et du Var..

L'Estéron naît sur le territoire de la commune de Soleilhas dans le département des Alpes-de-Haute-Provence à six ou sept kilomètres à l'est-nord-est de Castellane, à l'est de la crête du Teillon (1 893 m), à 1 600 m d'altitude, et prend presque d'emblée la direction de l'est. Il franchit rapidement la limite avec le département des Alpes-Maritimes.

Sa surface en eau couvre quant à elle 53 hectares.
De 66,2 km de long, il traverse et longe successivement vingt communes (voir liste ci-dessous). Sur une grande partie de son trajet la pente de l’Esteron est faible, mais plusieurs ruptures de pentes importantes correspondent au passage de plis anticlinaux, où la rivière a creusé des gorges qui dans cette région sont dénommées« clues » ; de faible longueur mais parfois très profondes (jusqu'à 700 m pour la Clue de Saint-Auban) où les flancs des gorges montrent parfois des ouvertures de grottes, propices aux chauve-souris et à d'autres espèces cavernicoles.

La confluence avec le Var est située au niveau des communes du Broc, de Gilette et de Saint-Martin-du-Var, une vingtaine de kilomètres en amont de Nice, à 106 m d'altitude.
Les caractéristiques physicochimiques et de teinte bleu-vert opalescent de l'eau de l'Esteron sont intimement liées au caractère karstique et calcaire des substrats géologiques traversés, alors que le profil en long de la rivière et son orientation (globalement est-ouest) résultent de la topographie plissée de cette partie des Préalpes (Préalpes calcaires de Grasse faites de calcaires, parfois marneux, de dolomies, de marnes jurassiques et crétacés, et localement de sables éocènes, d'argiles et d'évaporites Triassiques, ce qui n'est pas le cas de la majorité des autres affluents du Var.
Les replats alternent avec de courtes et brusques ruptures de pente et en maints endroits les gorges creusées par l'Esteron mettent en évidence les couches géologiques (Crétacé).
Quatre grands faciès géohydromorphologues divisent la rivière dans son bassin :
- En amont : des tronçons de replats constituent les « vals perchés » du haut-Estéron et des affluents (principalement) ;
- Des « faciès torrentiels » (lotiques) sont les gorges (dites  « clues ») ;
- Des replats des parties médiane et aval du bassin où en été la rivière forme des méandres ;
- Des ravins ouverts, dans les zones d’érosion en têtes de bassin. Sur les hauts vallons et plateaux les affluents présentent de faibles degrés de pente (moins de 2 %, correspondant à des faciès dits « lentiques », qui permettent aux ruisseaux de former des méandres dans un lit bien marqué).

Le fond est tantôt la roche-mère (dalles ou plis calcaires), tantôt constitué de tufs ou de graviers, ou tapissé de concrétions (et alors généralement pauvres en micro-habitats et en flore aquatique ; cette pauvreté est expliquée par un important concrétionnement algo-bactérien, qui correspond à un phénomène de biominéraliation organisé autour de la précipitation de carbonate de calcium, probablement exacerbé par des émergences karstiques dans le cours d'eau ou à proximité. Ce phénomène est sans doute aussi exacerbé, depuis des décennies par un débit diminué à cause des prélèvements d’eau.

Dans sa moyenne et basse vallées, le lit s’élargit et est moins marqué, avec une pente plus  faible (jusqu’à 2 % au maximum). Le fond est alors  assez diversifié (galets, pierres et blocs calcaires et marneux enveloppés d’une matrice de sablons fins). Un limon argilocalcaire y forme souvent un dépôt important (qui peut colmater les frayères) et colorer l’eau.
L’eau reste plutôt fraîche pour la région. Elle est moins minéralisée, moins calcaire qu’en amont (moins d’hydrogénocarbonates), assez claire, avec encore localement des apports karstiques.
En 1954 le géologue Parent signale une série géologique (ensemble Crétacé-Tertiaire) renversée (à la confluence de l'Estéron dans le Var).

### Communes et cantons traversés

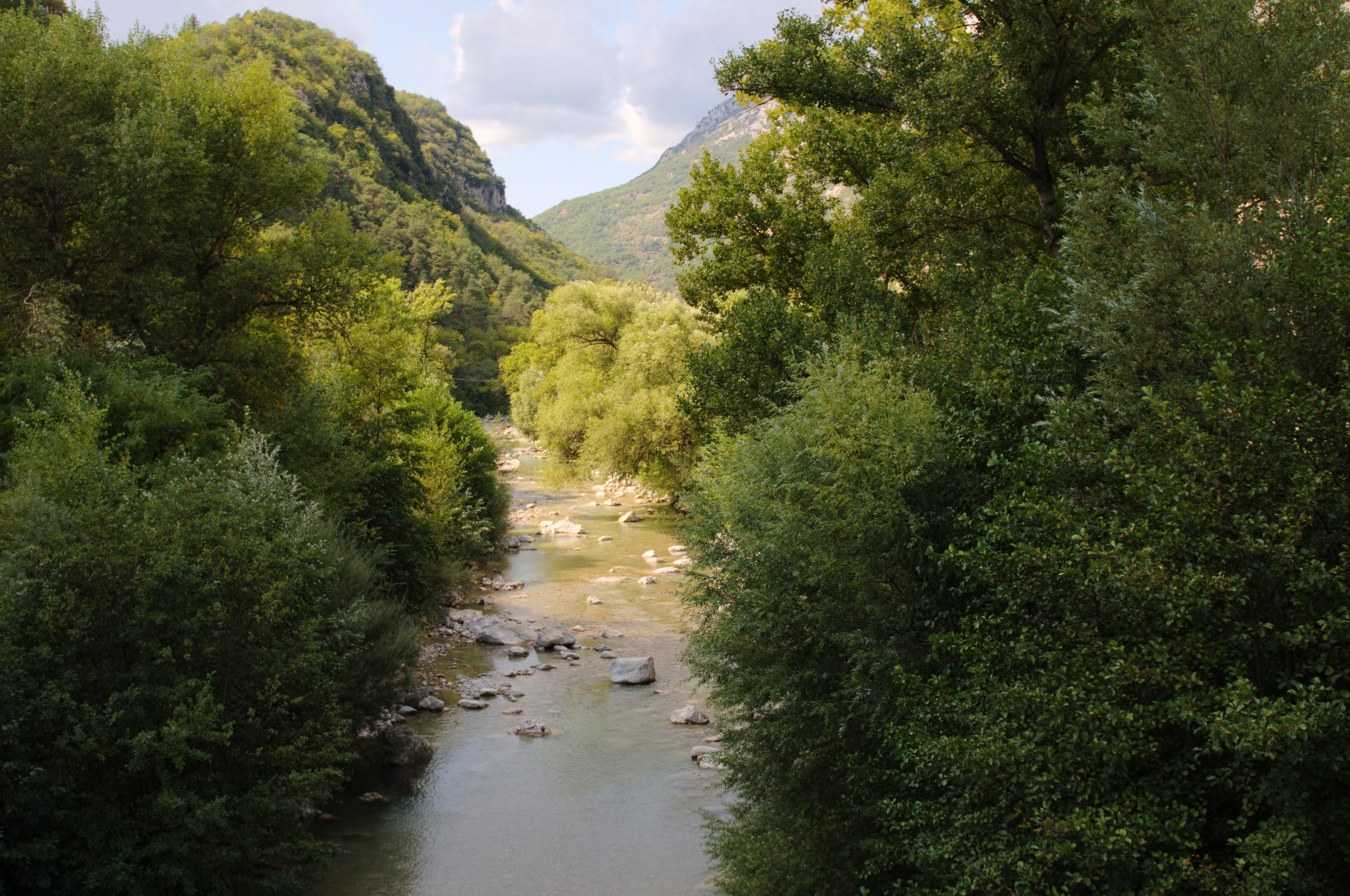
L'Estéron entre Roquestéron et La Roque-en-Provence.

Dans les deux départements des Alpes-de-Haute-Provence et des Alpes-Maritimes, l'Estéron traverse vingt communes :
- dans le sens amont vers aval : Soleilhas (source), Saint-Auban, Briançonnet, Gars, Les Mujouls, Collongues, Sallagriffon, Le Mas, Aiglun, Sigale, La Roque-en-Provence, Roquestéron, Conségudes, Pierrefeu, Les Ferres, Toudon, Bouyon, Gilette, Le Broc, Saint-Martin-du-Var.

Soit en termes de cantons, l'Estéron prend source dans le canton de Castellane, traverse les canton de Grasse-1 canton de Vence, canton de Nice-3  conflue dans le canton de Tourrette-Levens, le tout dans les arrondissements de Castellane, de Grasse et de Nice.

### Bassin versant
Il occupe à des altitudes faibles à modérées la partie sud du bassin versant du Var, sur une superficie d'environ 457 km2.

### Organisme gestionnaire
Il n'y a pas à proprement d'organisme gestionnaire pour l'ensemble de l'Estéron. Un document cadre est le SDAGE, où l'Estéron est considéré comme le sous-bassin LP_15_03, d'une superficie) de 450.2 km2, situé dans le secteur "Côtiers est et littoral" et suivi par la "Commission géographique : Littoral PACA".
L’Estéron est suivi par l'Agence de l'eau, et sa gestion halieutique est suivie par la fédération départementale des pêcheurs (cours d'eau classé "rivière de 1ère catégorie" sur tout son linéaire).

## Affluents
L'Estéron a quarante-et-un affluents référencés :
- le ravin du Riou (rg[note 1]), 4,1 km sur la seule commune de Soleilhas.
- le ruisseau de la Faye, 7 km avec trois affluents et de rang de Strahler trois.
- le vallon de Saint-Pierre,
- le vallon de la Loubré,
- le vallon de baratus,
- le vallon de Combe Fée,
- le vallon de l'Ubac,
- le vallon de Praconi,
- le vallon du Suyet,
- le vallon du Plan,
- le vallon de la Tullière,
- le vallon de la Lavanche,
- le vallon des Cougourdières,
- le vallon de la Villette,
- le Riou (rg), 8,1 km sur trois communes avec quatre affluents et de rang de Strahler quatre.
- le vallon d'Adom,
- le vallon de la Faulée
- la Gironde (rd), 13 km avec sept affluents nommés vallon et de rang de Strahler deux.
- le vallon de la Roche Clave,
- le Vallon de Végay (rd), 2,8 km
- le vallon de Saint-Joseph,
- le Rioulan (rg), 11,7 km sur sept communes avec six affluents et de rang de Strahler quatre.
- le vallon du Pont,
- le vallon de la Chabrière,
- le Rieu (rg), 6,8 km
- le vallon des Graves,
- le vallon de la Villette,
- le vallon de Lauviera,
- le vallon de la Bouisse,
- le vallon de Vaisselet,
- le ravin de Caïne,
- le ravin de Vuefort,
- le vallon de la Pégière,
- le Riou (rg), 7,9 km sur deux communes avec cinq affluents et de rang de Strahler deux.
- le ruisseau de Saint-Pierre,
- le ruisseau de Clavarlina,
- le vallon des Roubines,
- le ravin du Ray,
- Le Moul (rd), 3,7 km
- le Bouyon (rd), 15,4 km sur quatre communes avec quatre affluents et de rang de Strahler deux.
- le Latti (rg), 7 km sur quatre communes avec un seul affluent.

### Rang de Strahler
Donc le rang de Strahler de l'Estéron est de cinq par le Rioulan ou le Riou.

## Hydrologie

### L'Estéron au Broc
Le débit de la rivière a été observé au Broc durant plus d'un siècle (depuis 1911), peu avant sa confluence avec le Var. Là le lit des 2 cours d’eau réunis mesure plusieurs centaines de mètres de large, fait rare dans les Alpes-Maritimes.
Le bassin versant de la rivière y est de 451 km2, c'est-à-dire sa quasi-totalité.

Le module de la rivière au Broc est de 6,96 m3/s.

### Saisonnalité
L'Estéron présente des fluctuations saisonnières typiques du régime pluvial méditerranéen. On y distingue en effet deux périodes de crue liées aux équinoxes. Les hautes eaux d'automne portent le débit mensuel moyen à un niveau situé à 10,1 m3/s, en novembre et sont suivies d'une très légère baisse de débit à 8,84 m3/s en janvier. Suit alors une deuxième montée du débit aboutissant à un second sommet en mars (10,3 m3/s) et avril (9,34 m3/s). Dès lors s'amorce une décrue régulière qui mène aux basses eaux d'été de juillet à septembre inclus, avec l'étiage au mois d'août (moyenne mensuelle de 2,16 m3/s), ce qui est encore très significatif pour la Provence. Au total, les oscillations saisonnières sont relativement peu importantes. Cependant les fluctuations de débit peuvent être beaucoup plus prononcées sur de courtes périodes.

### Étiage ou basses eaux
Le VCN3 peut chuter jusque 0,82 m3/s, en cas de période quinquennale sèche, ce qui n'est toujours pas trop sévère pour la Provence, mais qui peut contribuer à momentanément réchauffer les eaux tout en les désoxygénant la nuit.

### Crues
Les crues peuvent être très importantes pour une petite rivière à bassin réduit. Les QIX 2 et QIX 5 valent respectivement 160 et 270 m3/s. Le QIX 10 est de 340 m3/s et le QIX 20 de 400 m3/s. Le QIX 50 atteint 490 m3/s.
Le débit instantané maximal enregistré a été de 464 m3/s le 20 décembre 1997. En comparant cette valeur avec l'échelle des QIX de la rivière, il apparaît que cette crue était plus importante que vicennale, sans doute d'ordre d'une quarantaine d'années, et donc relativement rare.

### Lame d'eau et débit spécifique
Au total, l'Estéron est une rivière abondante. La lame d'eau écoulée dans son bassin versant est de 488 millimètres annuellement (contre 746 mm/an pour la Tinée), ce qui est élevé, valant nettement plus que la moyenne d'ensemble de la France tous bassins confondus, mais inférieur à la lame de la totalité du bassin du Var (553 millimètres par an). Le débit spécifique (ou Qsp) de la rivière atteint 15,4 litres par seconde et par kilomètre carré de bassin.

## Écologie, hydrogéologie

### Naturalité
La rivière présente une relative intégrité écologique : c'est en effet la seule rivière du département des Alpes-Maritimes où aucun barrage hydro-électrique n’a à ce jour été construit ni aucun « aménagement transversal » (autre que des ponts), mais de nombreux barrages de galets sont construites par jeu dans le cours d’eau dans les zones de baignade (et de pêche parfois), et en aval des communes ou zones d’habitation certains rejets domestiques indirects et parfois directs polluent l’eau (au pic de la saison touristique surtout).
Une surfréquentation est constatée dans les zones de clues qui sont de plus en plus utilisées pour le canyoning, et autour des zones de baignade, en saison estivale ou les week-ends.
De plus c’est au moment des étiages estivaux, quand l’écosystème est le plus vulnérable que de nombreux prélèvements sont effectués presque tout au long de la rivière (pour l’eau potable et/ou l’irrigation) et d'autres besoins.
L'Estéron a néanmoins conservé une forte naturalité, de même que son proche environnement (avec notamment le Matorral arborescent à Juniperus phoenicea) ce qui pourrait bientôt lui valoir le Label « rivière sauvage » qui a été demandé par la parc naturel régional naturel régional des Préalpes d’Azur, en lien avec le fonds de conservation des rivières sauvages et avec le Conseil de développement du parc ; il faut remplir 47 critères pour obtenir ce label 'rivière sauvage4 (l'Estéron serait ainsi le 11e cours d'eau de France à obtenir le label).

### Hydrobiologie
Sa « masse d'eau » est incomplètement suivie. Elle présente une forte écopotentialité.
Elle a été en 2009 considéré comme en « bon état écologique » par le SDAGE Rhône-Méditerranée 2010-2015 et suivants, mais en mauvais état chimique (pour cause de pollutions anthropiques),.
Pour le SDAGE la rivière a été subdivisée en 11 masses d'eau (pour 196,1 km linéaire) dont une est classée en 2009 à risque de non atteinte du bon état (sur 72,7 km de linéaire). La fiche ZNIEFF considère aussi qu'une partie du cours est dégradé et appauvri.

### Qualité de l'eau
La rivière dispose de cinq stations de mesure de la qualité de l'eau, suivie par l'Agence de l'eau. 
Aucun point n'est en très bon état, mais ceux qui ont fait l'objet de mesure montrent de 2009 en 2015 un bon état pour la qualité écologique et chimique de l'eau.
Du point de vue physico-chimique, la qualité de l'Estéron est - selon la carte de qualité de l'eau - de très bonne qualité de Soleilhas à Saint-Auban, et dans un des affluents (la Gironde) puis de bonne qualité ensuite.

Tous les affluents sont classés en "bonne qualité". Aucune partie n'est classée en excellente qualité, bien qu'il soit rare d'y déceler une pollution organique, malgré une très légère augmentation des teneurs en phosphates (PO43) en été ou fin d’été.

Les eaux de l’Estéron et de ses affluents ont un pH alcalin oscillant entre 8 et 8,5, qui ne favorise pas la solubilisation des métaux.
Le taux d’oxygène dissous (O2), souvent voisin de 100 % est caractéristique d’un torrent de montagne.
Les teneurs en potassium (K+), en chlorures (Cl-) et en sodium (Na+) restent faibles dans l’ensemble.
Les taux de nitrates (NO3-) et d'autres sels d'azote, de phosphore ainsi que de matières en suspension (MES) sont globalement plutôt faibles.
Selon le SDAGE et sa fiche ZNIEFF l'Estéron a besoin d'un SAGE, il abrite des espèces et milieux prioritaires et patrimoniaux et a conservé une haute naturalité (aucun barrage ni aménagement majeur) mais il est localement dégradé par des pollutions anthropiques (eutrophisation par l’azote et le phosphore, matières organiques, boues lessivées à partir du bassin versant). Il est concerné par des Captages d'eau potable, des Eaux de baignade et abrite des espèces protégées et/ou rares et menacés et des milieux et espèces concernés par la  Directives Natura 2000 (Oiseaux, Habitats). Selon le Plan de gestion poisson migrateur, il est concerné pour la partie aval par l’anguille européenne, mais à la différence des autres bassins méditerranéens non par la lamproie et l'alose. Les migrateurs y accèdent à partir de la mer Méditerranée via le Var (fleuve).

### Flore aquatique
- En amont, dans les stations de plus faible pente (stations stables) des ruisseaux des vals perchés, la flore est riche et diversifiée ; correspondant aux groupements fonticoles typiques des ruisseaux alcali mésotrophes des vals perchés de l’étage montagnard des Préalpes calcaires, ici en limite sud de leur aire de répartition. On y trouve notamment des mousses aquatiques localement abondantes et des herbiers d’hydrophytes par endroits luxuriants[3] à Renoncule à feuilles capillaires (Ranunculus trichophyllus) du Ranunculion aquatilis avec sur les berges de saulaies basses à Saule pourpre (Salix purpurea) et Saule à trois étamines (Salix triandra).

- Dans sa partie intermédiaire (moyenne) les berges accueillent une ripisylve plus ou moins ouverte dominé par l’Aulne blanc (Alnus incana) de l’Alnion incanae, puis un peu plus en arrière, sur les anciennes terrasses alluviales un boisement de Pin sylvestre (Pinus sylvestris). Les berges humides abritent par endroits des prairies humides linéaires à Molinie bleue (Molinia caerulea subsp. arundinacea) du Molinio arundinaceae-Holoschoenion vulgaris, bordées par la forêt de pins.

- En aval le lit s'élargit mais la végétation aquatique se dégrade et s’appauvrit (ou disparait complètement dans certains tronçons, là où la torrentialité s’accroît) : il ne reste alors qu'un périphyton diatoméal peu diversifié et peu développé, avec toutefois localement des communautés saisonnières d’algues rares (notamment calciphiles)[3]. On peut encore observer des phénomènes de biominéralisation (travertin  induit par Palustriella commutata). sur les falaises calcaires et certaines roches des communautés chasmophytiques (Saxifragion lingulatae pour le phytosociologue) se sont installées avec notamment Ballotetum frutescentis et Saxifragetum lingulatae). Plus en hauteur dans la vallée des zones acides constituent des habitats très différents, dont l'eau acidifiée participe encore à la karstification du massif calcaire. 
Ces habitats remarquables pour la région sont les landes sèches à Callune (Calluna vulgaris), Genêt d'Allemagne (Genista germanica), Bruyère arborescente (Erica arborea) de l'Erico arboreae-Genistetum pilosae (Genistion tinctorio-germanicae), établies sur substrat siliceux (sables), la remarquable hêtraie acidophile à houx (Ilex aquifolium) de basse altitude (700 m), très localisée, les forêts de charme-houblon (Ostrya carpinifolia) du Carpinion orientalis occupant les ubacs supraméditerranéens[5].

- sur les berges, parmi les bryophytes au moins deux espèces remarquables et patrimoniales sont Riccia trabutiana et Mannia californica, deux hépatiques à thalle (« très rares en France, colonisant les joints terreux des rochers calcaires xérophiles »)[38]. 
Là où le lit s'élargit et où se sont déposées des alluvions grossières (qui forment des plages et des îles dans les méandres estivaux), des saulaies à Saule drapé (Salix elaeagnos) du Salicion incanae s'installent. 
Les ripisylves de la partie aval, d’affinité méditerranéenne marquée (alliance du Populion albae), sont dominées par le Peuplier blanc (Populus alba), le Peuplier noir (Populus nigra), le Saule blanc (Salix alba). L'aulne glutineux y est aussi présent.
Les saules et aulnes glutineux des berges ont des racines qui fixent les rives, épurent l'eau et abritent les alevins du barbeau méridional ainsi que des anguilles[39].

- Dans les clues, où l'eau entaille la roche calcaire en formant des gorges étroites et complexes, une flore spécialisée s'installe ; pour la phytosociologie, il s'agit de l'association du Saxifragion lingulatae, laquelle comprend diverses endémiques régionales (Alpes sud-occidentales) dont[38] :
- Campanule blanchâtre (Campanula albicans) ;
- Ballote frutescente (Ballota frutescens) ;
- Raiponce de Villars (Phyteuma villarsii).

### Faune aquatique et associée
Sur l’ensemble du cours de l’Estéron, la densité de la faune benthique est moyenne à faible. La diversité en invertébrés benthiques, est faible mais régulière sur le secteur du Haut-Estéron, elle est plus faible que ce à quoi l’on pourrait attendre au regard des caractéristiques a priori favorables du milieu. Concernant leur aspect bioindicateur, l'inventaire faunistique signale notamment « l’absence des plécoptères sétipalpes, qui correspondent aux insectes les plus polluo sensibles ».
Dans l'amont du cours d'eau, le peuplement invertébré typiquement présent est celui du rhithron, accompagné d' « éléments inféodés aux milieux dystrophes », peut être en raison d'un apport en matière organique dissoute et/ou particulaire à partir des marais subalcalins de l'amont du bassin. En aval (basse-vallée) selon l'inventaire faunistique du Muséum,« la diversité des invertébrés benthiques est tout juste moyenne ».
Sur le plan piscicole, l’Estéron et ses affluents sont caractéristiques du domaine salmonicole ; les faciès de ruisseaux des plateaux sommitaux sur substrat de calcaire franc du secteur du haut-Estéron présentent les caractéristiques de milieux à excellent niveau de productivité salmonicole. Cependant dans l'Estéron les concrétions calcaires peuvent colmater le fond, et sur certains affluents, les frayères sont colmatées par les matières en suspension issues d'une remise en suspension des boues marneuses à l'occasion des orages. La rivière a été dans son entier (tous ses affluents y compris) est néanmoins classée "cours d’eau à migrateurs" (en 1990).

La partie aval de l’Estéron est considérée par l’Agence nationale de la biodiversité comme « Zone à ombre » (susceptible d’abriter la truite fario, le chabot, le barbeau méridional (Barbus meridionalis) et l'ombre, et/ou selon les secteurs, l'apron, le toxostome, le blageon et l’anguille). Le barbeau méridional est une espèce protégée au niveau européen au titre de la directive Habitats » espèces  méridionale associée aux cours eaux claires courantes et bien oxygénés et à  substrat de graviers (seule espèce piscicole à survivre dans les faciès de clues et zones torrentielles à faible productivité biologique.

Selon Christophe Barla il existe dans l'Esteron une source locale, génétiquement distincte, de truite fario, qui est endémique du Var et de l’Estéron, et n'est trouvée nulle part ailleurs.
Concernant les mammifères, le Castor (autrefois dénommé ' Lou Vibré ') et la Loutre d'Europe y ont disparu, mais la Genette est encore présente.
Les ornithologues ont inventorié au moins 10 espèces animales patrimoniales dans la vallée, dont quatre espèces déterminantes : Faucon pèlerin (Falco peregrinus) et  l’Aigle royal (Aquila chrysaetos), nicheurs potentiels dans les milieux rupestres, alors que le Circaète Jean-le-blanc (Circaetus gallicus) nichera plutôt en  forêt rivulaire, le Chevalier guignette ( Actitis hypoleucos)  dans les zones de courant, plutôt dans la partie centrale du cours de l’Estéron. Le Cincle plongeur (Cinclus cinclus) est présent entre 100 et 2 400 m d’altitude.
Dans la vallée les naturalistes ont aussi signalés quelques espèces remarquables :  
- un amphibiens inhabituel : le Spélerpès de Strinatii (Speleomantes strinatii, aussi dénommé Hydromante) qui n'existe qu'en Italie et localement en en région PACA (dans le département des Alpes-Maritimes et moindrement dans celui des Alpes-de-Haute-Provence) dans des lieux frais, ombreux et humides en forêts, dans certaines grottes, cavernes, éboulis, etc.
- Carabe de Solier (Carabus solieri), espèce déterminante ZNIEFF, protégée en France, très localisée et en régression, endémique de Provence (sud ouest des Alpes et de Ligurie plus précisément), trouvé dans les hêtraies, chênaies, châtaigneraies et pinèdes humides, et plutôt sur sol argilo siliceux à litière de feuille épaisse , dans les éboulis et les pierriers (à 100 - 2 500 mètres d’altitude[3] ;
- Staphylin Metrotyphlus esteronensis, espèce découverte dans la vallée, déterminante (également endémique de Provence)[3] ;
- charançon Pseudomeira ochsi, espèce déterminante de Curculionidés, endémique de la vallée de l’Esteron[3].

## Les clues

### Flore des clues
Elle est en partie spécifique, relevant alors de l'association phytosociologique endémique des Préalpes provençales du Phyteumetum villarsii, caractérisée par quelques espèces rares ou endémiques telles que le Passerage à feuilles d'Halimium (Hormathophylla halimifolia) ou la Raiponce de Villars (Phyteuma villarsii).
- Dans la Clue de Saint-Auban, près de l'eau se développe quelques populations d'une hépatique rare (Athalamia hyalina).
Dans les falaises les entrées de grottes peuvent abriter d'autres plantes rares dont le Myosotis des grottes (Myosotis speluncicola), uniquement repérée dans la Clue de StAuban ; leur plancher sablonneux et humide accueille des annuelles telles que Myosotis speluncicola, Galium aparine subsp. tenerum, ...) alors que la voute peut révéler des vivaces telles que Sedum fragrans, Phyteuma villarsii, ...).

- La Clue des Mujouls abrite un habitat particulier, de tufs à Capillaire de Montpellier et Angélique, sous des falaises calcaires (liguro-apennines du Saxifragion lingulatae) avec des sources pétrifiantes. Une fougère scolopendre (Asplenium scolopendrium subsp. scolopendrium) rare et protégée s'y trouve. Sous les "barres calcaires" des fourrés de buis sur lapiaz accueillent deux espèces remarquables : dauphinelle fendue (Delphinium fissum) et fraxinelle (Dictamnus albus).

### Flore de l'Ubac
Sur l'ubac s'épanouissent des populations de Pivoine officinale (Paeonia officinalis subsp. huthii), et ponctuellement la Fraxinelle (Dictamnus albus) ; Le bois mort du pin ou du sapin en putréfaction est un support pour une mousse rare, protégée et inscrite à l'annexe II de la Directive Habitat (la Buxbaumie verte (Buxbaumia viridis).

### Réchauffement
Aux effets généraux du réchauffement climatique, s’ajoutent les effets particuliers d’une diminution du débit de l’Estéron, qui conjointement aux effets de l’érosion des milieux marneux, tendent à réchauffer le milieu aquatique et ses abords, dans l’Estéron mais aussi dans ses affluents.
Ce réchauffement contribue à une diminution de l’oxygénation de l’eau sur les sections lentisques (calmes), mais le bouillonnement des clues recharge l’eau en oxygène.

## Parc départemental
Destiné à la découverte des milieux de Préalpes des Alpes-Maritimes, un parc naturel départemental (il en existe 14 autres) s’étend sur 25 hectares, sur les territoires des villages de Roquestéron et Roquestéron-Grasse (renommé La Roque de Provence). On peut notamment y observer :
- la proserpine est un papillon emblématique du site dont la chenille mange sur l’aristoloche qui pousse dans les taches de pelouses (espèce protégée qu’on ne trouve que dans 14 départements du Sud de la France[39] on le trouve notamment dans la pinède (pin sylvestre) sur pentes calcaires[39].
- le Minioptère de Schreibers, qui se nourrit en soirée et la nuit des insectes émergeant au-dessus de l’Estéron[39].

## Galerie

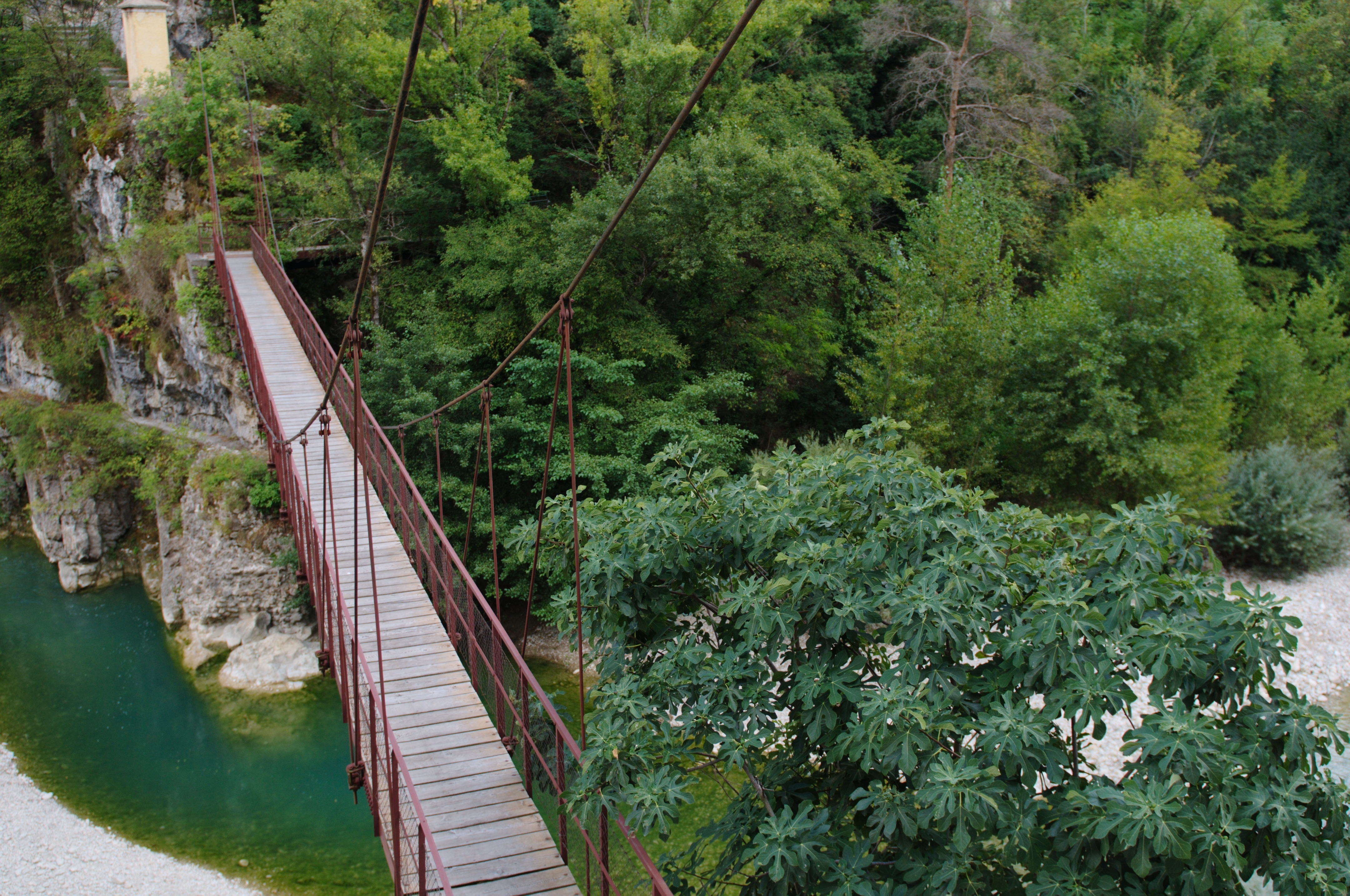
Passerelle à Roquestéron-Grasse.
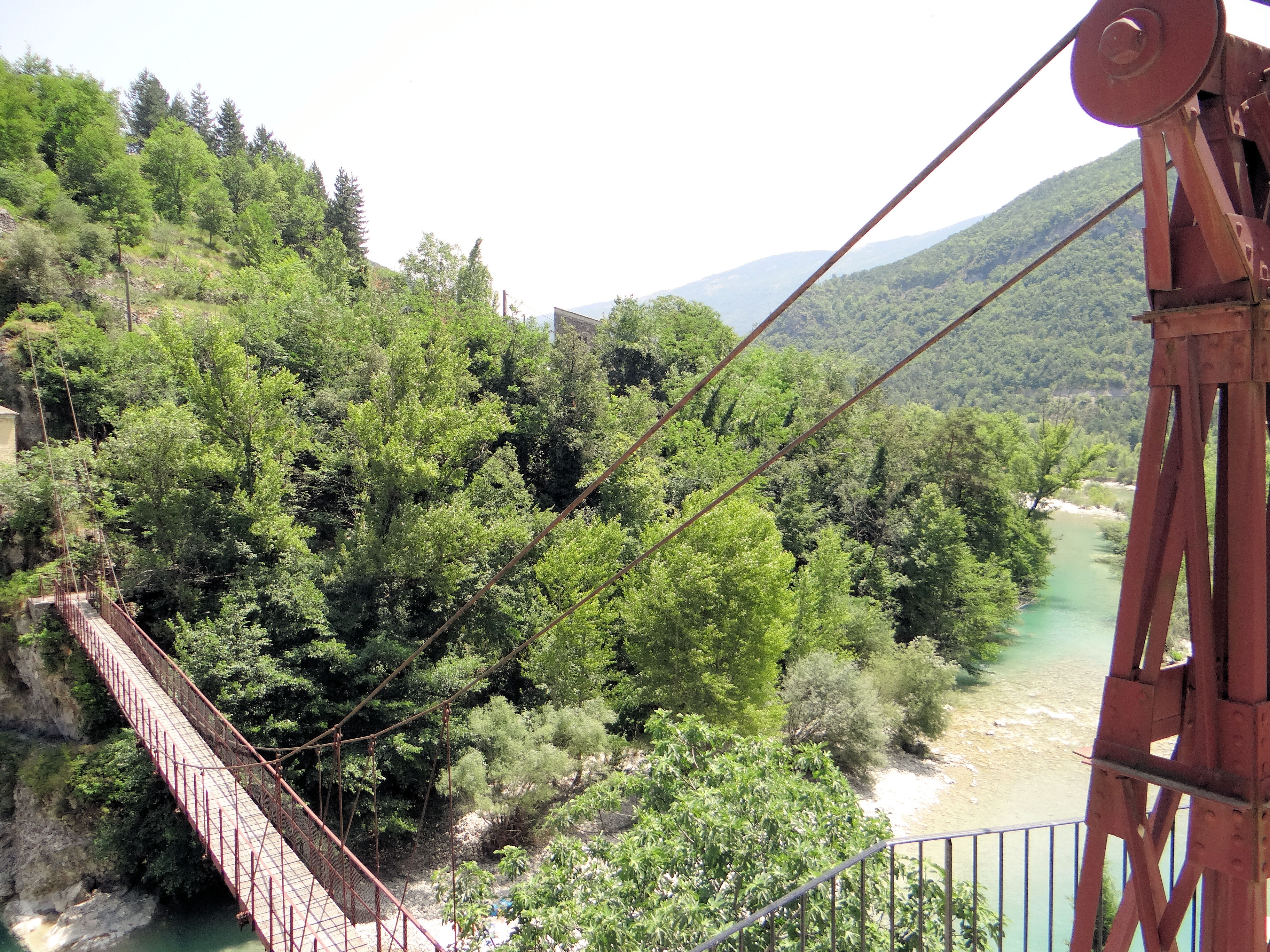
Roquestéron-Grasse - Passerelle au-dessus de l'Estéron.
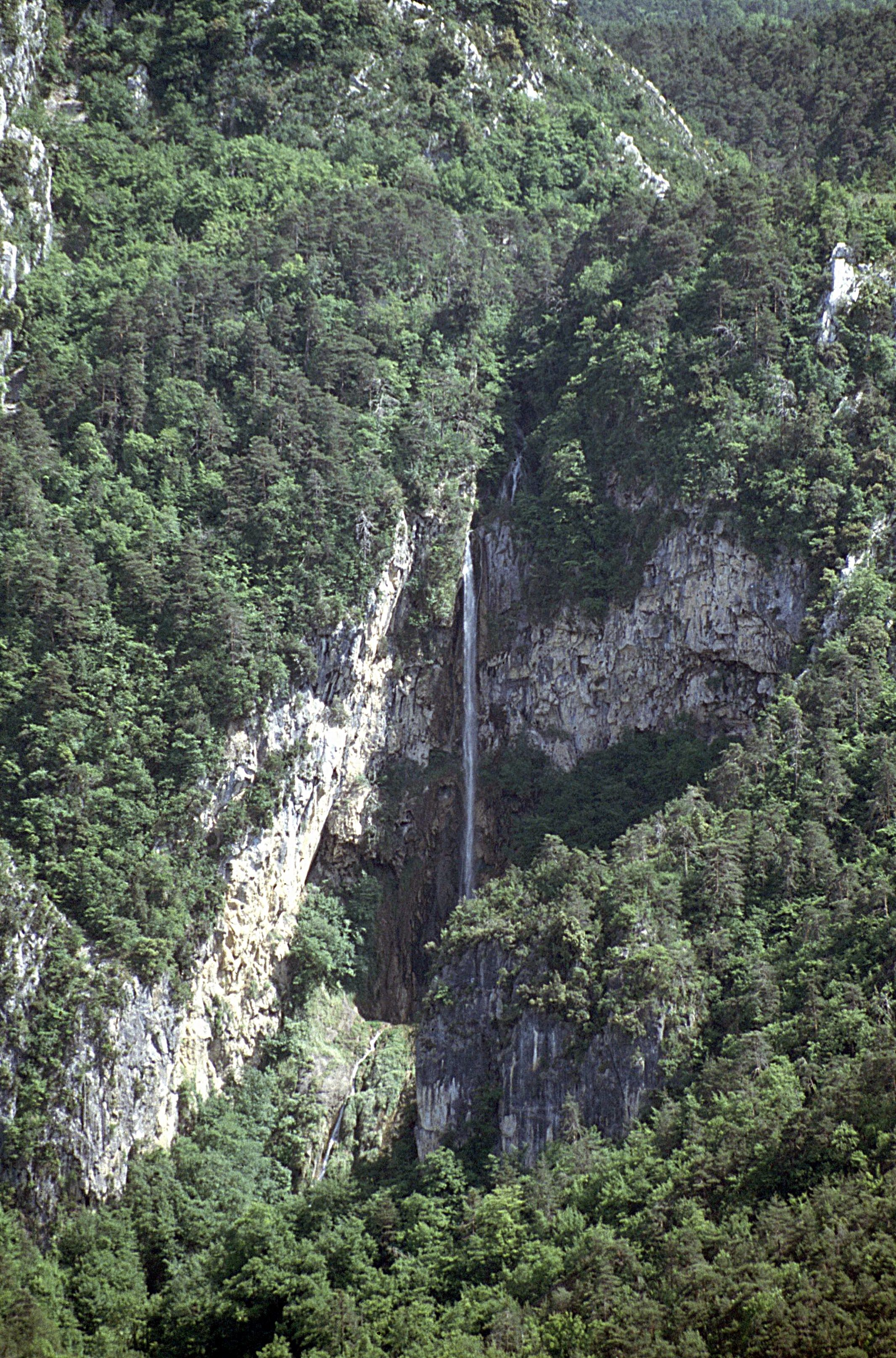
Chute d'eau dans le val d'Estéron.
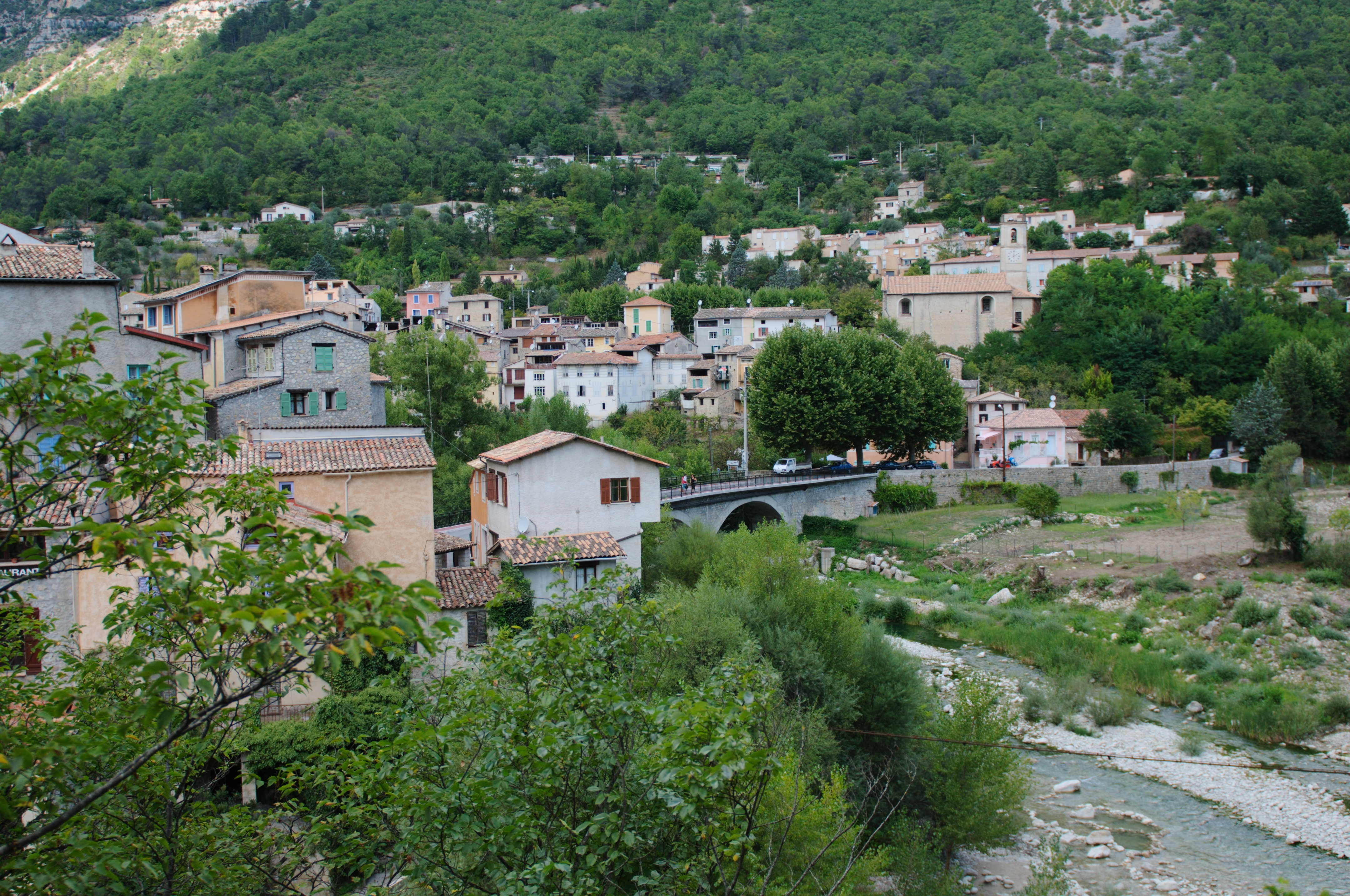
Pont entre Roquestéron et Roquestéron-Grasse.
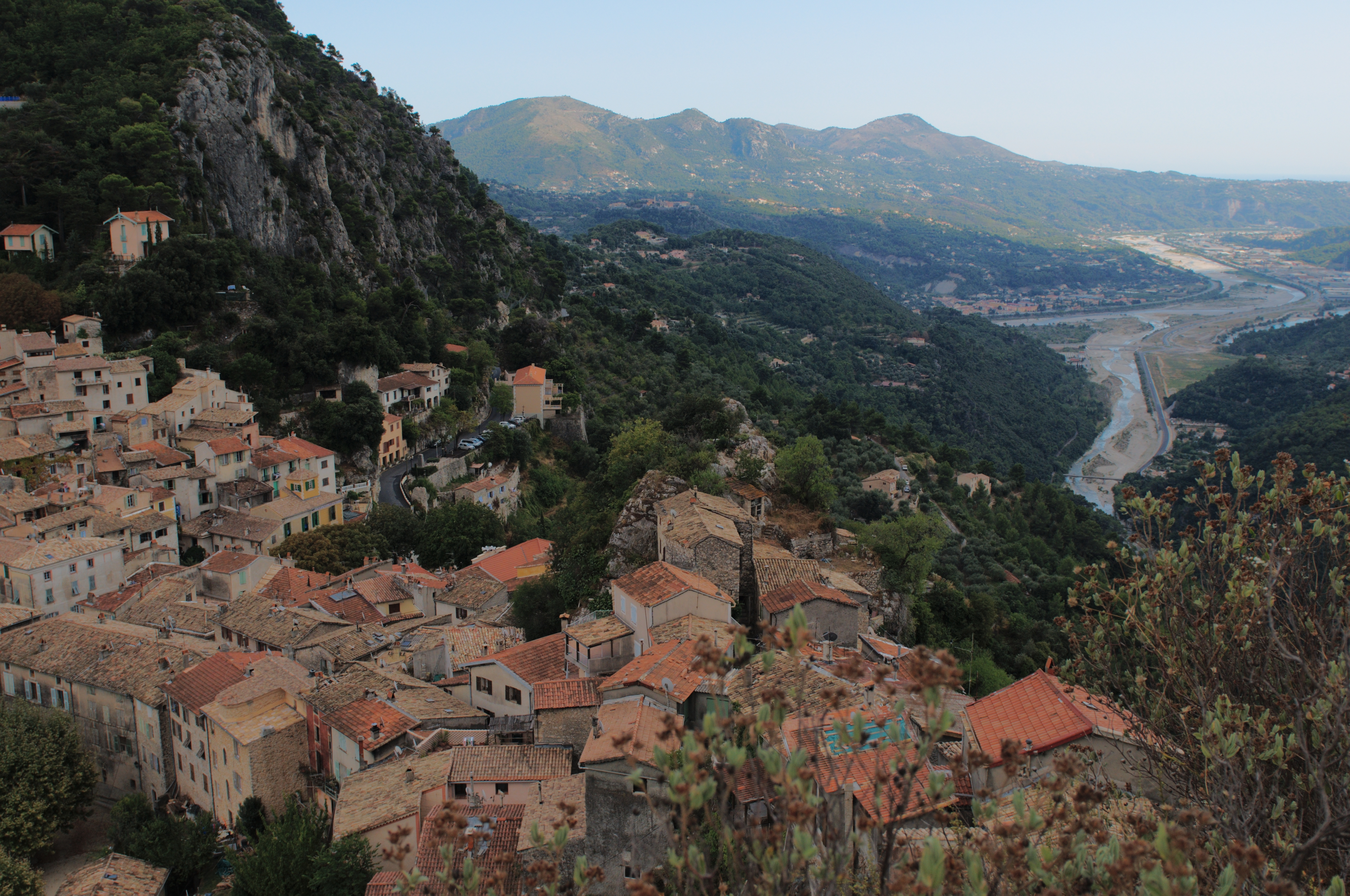
Le confluent de l'Estéron et du Var, avec Gilette en premier plan..

### Zones naturelles d'intérêt écologique, floristique et faunistique
- ZNIEFF 930012689 - Clue et forêt domaniale de Saint-Auban], et description  (PDF)
- ZNIEFF 930012684 - Clue du Riolan
- ZNIEFF 930012690 - Clue d'Aiglun
- ZNIEFF 930012691 - Clue des Mujouls et Montagne de gars
- ZNIEFF 930020165 - L'Esteron

### Vidéographie
- L’estéron vu du ciel, Conseil de développement du parc naturel régional des Préalpes d’Azur ; 18 mai 2016